# Area Scatter
Area Scatter (ou Uzoma Odimara, nom moins connu) est la première personne travestie connue au Nigeria.

## Biographie
Area Scatter est une personnalité nigériane dont on sait peu de choses, mais il y a une certaine légende autour de sa personne. Il est né Igbo dans l'État d'Imo, a servi comme fonctionnaire à l'époque de la guerre du Biafra puis a disparu dans le chaos de la guerre pour des raisons mystérieuses. Après sept mois et sept jours dans la forêt, elle est réapparue au grand jour, transformée en femme et revendiquant d'avoir acquis des pouvoirs surnaturels. Elle est devenue célèbre dans les années 70 comme musicienne traditionnelle, car elle jouait du mbira, chantait et dansait. Leader du groupe de musique Ugwu Anya Egbulam, Scatter a sorti un disque avec des morceaux comme Nwannem Uwam Egbulam et Uwa Amaraala Okaa Oke Nwachukwu. Elle se faisait des tresses, portait des talons, du maquillage, des bijoux et de beaux tissus; puis elle a soudainement disparu dans des circonstances obscures, peut-être un accident de voiture. Une vidéo d'elle extraite du documentaire Beats of the Heart: Konkombe a beaucoup circulé au Nigeria en 2020, où elle est aujourd'hui connue comme une icône queer et une préfiguration de Bobrisky.